# Lijst van dialecten van de wereld - P
Deze lijst van dialecten is zeker niet compleet en de aanduiding 'dialect' zal voor diverse van de genoemde variëteiten zeker omstreden zijn. De lijst bevat in principe alleen variëteiten die nauwelijks standaardisatie hebben ondergaan. Ze zijn geordend onder een kop die ofwel redelijk adequaat de genoemde subvariëteiten omvat, ofwel de naam is van de standaardtaal die door de dialectsprekers als lingua franca wordt gehanteerd.
Zie voor achtergronden over de schakeringen van de taal-dialectrelatie de lemma's variëteit (taalkunde), taal, dialect, streektaal, standaardtaal, dialectcontinuüm, taalfamilie.

## Paama
Noord-Paama - Zuid-Paama

## Pacific Golf Yupik
Chugach - Koniag

## Pacoh
Pahi

## Pak-Tong
Pak - Tong

## Paluaans
Dalit Murut - Makaheeliga - Paluaans - Pandewaans - Sook Murut - Takapaans

## Pamona
Batui - Laiwonu - Mbelala - Pamona - Rapangkaka - Sinohoaans - Taa - Tokondindi - Topada

## Pancana
Kalende - Kapontori - Labuandiri

## Pannei
Bulo - Tapango

## Papora-Hoanya
Hoanya - Papora

## Paranaans
Palanaans Dumagat

## Paraujano
Alile - Toa

## Patpatar
Pala - Patpatar - Sokirik

## Paumarí
Kurukuru - Paumarm - Uaiai

## Pawnee
Skiri - Zuid-Band

## Pelasla
Demwa - Hurza - Mayo-Plata - Mberem - Ndreme

## Pele-Ata
Ata - Pele (dialect)

## Pemon
Arecuna - Camaracoto - Taurepaans

## Pengo
Awe - Indi - Manda

## Perifeer Mongools
Chahar - Ejine - Jerim - Jostu - Jo-Uda - Ordos - Shilingol - Tumut - Ulanchab

## Petats
Hito-Pororaans - Matsungaans - Sumoun

## Pévé
Dari - Doe - Lamé

## Pileni
Aua - Matema - Nukapu - Nupani - Pileni - Taumako

## Pitcairn-Norfolk
Norfolk-Engels

## Pitjantjatjara
Pitjantjatjara - Yankunytjatjara

## Piva
Amun

## Piya-Kwonci
Kwonci - Piya

## Plateaumalagasi

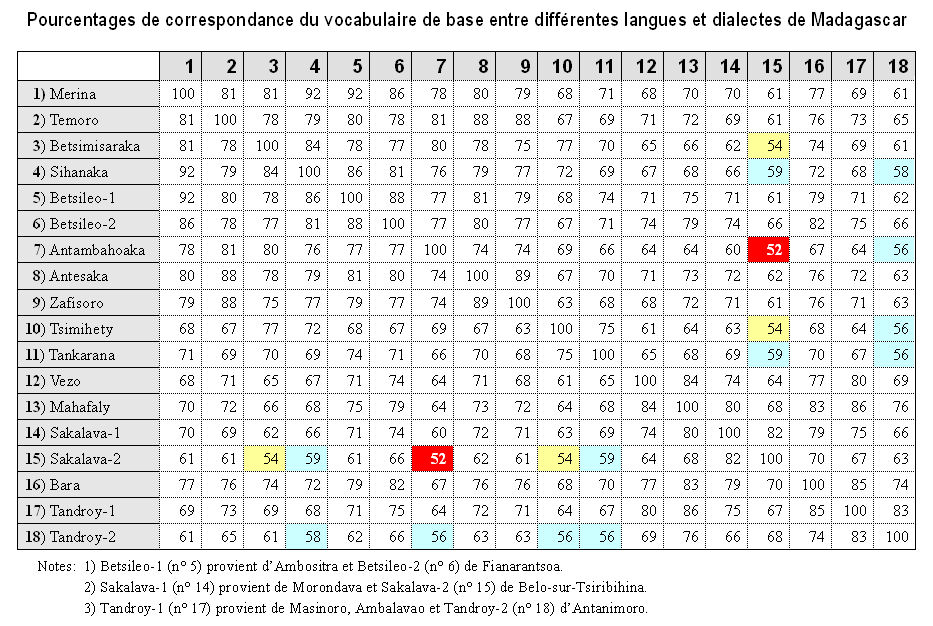
Overzichtje van intercommunicatie (Franstalig), er zijn zowel talen als dialecten van Madagaskar in de tabel verwerkt. Dit overzicht behelst dus lang niet alleen het Plateaumalagasi.

Bezanozano - Betsileo - Merina - Sihanaka - Tanala

## Pnar
Jaintia - Nongtung

## Pohnpeiaans
Kiti - Ponapeaans - Sapwuahfik

## Polci
Baram - Buli - Dir - Langas - Polci - Zul

## Psikye
Psikye - Wula - Zlenge

## Psohoh
Aigon - Bao - Sokhok

## Puluwatees
Pulapees - Pulusukees - Puluwatees

## Punaans Bah-Biau
Punaans Bah - Punaans Biau

## Putoh
Abai - Pa Kembaloh

## Pyuma
Nanwang - Pinaans
A · B · C · D · E · F · G · H · I · J · K · L · M · N · O · P · Q · R · S · T · U · V · W · Y · Z